# Good Wife/Episodenliste

Logo zur Serie

Diese Episodenliste enthält alle Episoden der US-amerikanischen Dramaserie Good Wife, sortiert nach der US-amerikanischen Erstausstrahlung. Zwischen 2009 und 2016 entstanden in sieben Staffeln insgesamt 156 Episoden mit einer Länge von jeweils etwa 42 Minuten.

## Übersicht
| Staffel | Episodenanzahl | Erstausstrahlung USA | Erstausstrahlung USA | Deutschsprachige Erstausstrahlung | Deutschsprachige Erstausstrahlung |
| Staffel | Episodenanzahl | Staffelpremiere      | Staffelfinale        | Staffelpremiere                   | Staffelfinale                     |
| ------- | -------------- | -------------------- | -------------------- | --------------------------------- | --------------------------------- |
| 1       | 23             | 22. September 2009   | 25. Mai 2010         | 31. März 2010                     | 6. Oktober 2010                   |
| 2       | 23             | 28. September 2010   | 17. Mai 2011         | 11. März 2011                     | 19. August 2011                   |
| 3       | 22             | 25. September 2011   | 29. April 2012       | 11. Dezember 2012                 | 9. April 2013                     |
| 4       | 22             | 30. September 2012   | 28. April 2013       | 28. Januar 2014                   | 8. April 2014                     |
| 5       | 22             | 29. September 2013   | 18. Mai 2014         | 6. Januar 2015                    | 11. März 2015                     |
| 6       | 22             | 21. September 2014   | 10. Mai 2015         | 19. Januar 2016                   | 29. März 2016                     |
| 7       | 22             | 4. Oktober 2015      | 8. Mai 2016          | 10. Januar 2017                   | 21. März 2017                     |

## Staffel 1
Die Erstausstrahlung der ersten Staffel war vom 22. September 2009 bis zum 25. Mai 2010 auf dem US-amerikanischen Sender CBS zu sehen. Die deutschsprachige Erstausstrahlung sendete der deutsche Free-TV-Sender ProSieben vom 31. März bis zum 6. Oktober 2010.
| Nr. (ges.) | Nr. (St.) | Deutscher Titel            | Originaltitel  | Erstausstrahlung USA | Deutschsprachige Erstausstrahlung (D) | Regie                | Drehbuch                                         |
| ---------- | --------- | -------------------------- | -------------- | -------------------- | ------------------------------------- | -------------------- | ------------------------------------------------ |
| 1          | 1         | Die Frau des Staatsanwalts | Pilot          | 22. Sep. 2009        | 31. März 2010                         | Charles McDougall    | Robert King & Michelle King                      |
| 2          | 2         | Die Stripperin             | Stripped       | 29. Sep. 2009        | 7. Apr. 2010                          | Charles McDougall    | Robert King & Michelle King                      |
| 3          | 3         | Kein Weg zurück            | Home           | 6. Okt. 2009         | 14. Apr. 2010                         | Scott Ellis          | Dee Johnson                                      |
| 4          | 4         | Bestechung                 | Fixed          | 13. Okt. 2009        | 21. Apr. 2010                         | Daniel Minahan       | Todd Ellis Kessler                               |
| 5          | 5         | Das Zugunglück             | Crash          | 20. Okt. 2009        | 28. Apr. 2010                         | Gloria Muzio         | Ted Humphrey                                     |
| 6          | 6         | Ehepartner                 | Conjugal       | 3. Nov. 2009         | 5. Mai 2010                           | Rod Holcomb          | Angela Amato Velez                               |
| 7          | 7         | Unorthodox                 | Unorthodox     | 10. Nov. 2009        | 12. Mai 2010                          | John Polson          | Robert King & Michelle King                      |
| 8          | 8         | Unvorbereitet              | Unprepared     | 17. Nov. 2009        | 19. Mai 2010                          | Jim McKay            | Corinne Brinkerhoff                              |
| 9          | 9         | Der dritte Partner         | Threesome      | 24. Nov. 2009        | 26. Mai 2010                          | James Whitmore, Jr.  | Ted Humphrey                                     |
| 10         | 10        | Befangen                   | Lifeguard      | 15. Dez. 2009        | 2. Juni 2010                          | Paris Barclay        | Tom Smuts                                        |
| 11         | 11        | Unterstellung              | Infamy         | 5. Jan. 2010         | 14. Juli 2010                         | Nelson McCormick     | Todd Ellis Kessler                               |
| 12         | 12        | Schmerzmittel              | Painkiller     | 12. Jan. 2010        | 14. Juli 2010                         | Steve Shill          | Corinne Brinkerhoff                              |
| 13         | 13        | Böse                       | Bad            | 2. Feb. 2010         | 21. Juli 2010                         | Alex Zakrzewski      | Ted Humphrey                                     |
| 14         | 14        | Unter Beobachtung          | Hi             | 9. Feb. 2010         | 28. Juli 2010                         | John Gallagher       | Robert King, Michelle King & Barry Schkolnick    |
| 15         | 15        | Ins Schwarze getroffen     | Bang           | 2. März 2010         | 4. Aug. 2010                          | Rod Holcomb          | Courtney Kemp Agboh                              |
| 16         | 16        | Flöhe                      | Fleas          | 9. März 2010         | 11. Aug. 2010                         | Rosemary Rodriguez   | Amanda Segel                                     |
| 17         | 17        | Ein schmaler Grat          | Heart          | 16. März 2010        | 18. Aug. 2010                         | Félix Alcalá         | Corinne Brinkerhoff                              |
| 18         | 18        | Zweifel                    | Doubt          | 6. Apr. 2010         | 1. Sep. 2010                          | Félix Alcalá         | Robert King, Michelle King & Barry Schkolnick    |
| 19         | 19        | Die Bombe                  | Boom           | 27. Apr. 2010        | 8. Aug. 2010                          | Lesli Linka Glatter  | Ted Humphrey                                     |
| 20         | 20        | Scheinprozess              | Mock           | 4. Mai 2010          | 15. Sep. 2010                         | Rod Holcomb          | Todd Ellis Kessler                               |
| 21         | 21        | Ausgeschaltet              | Unplugged      | 11. Mai 2010         | 22. Sep. 2010                         | Christopher Misiano  | Karen Hall                                       |
| 22         | 22        | Unter Mordverdacht         | Hybristophilia | 18. Mai 2010         | 29. Sep. 2010                         | Frederick E. O. Toye | Frank Pierson                                    |
| 23         | 23        | Fluchtversuche             | Running        | 25. Mai 2010         | 6. Okt. 2010                          | James Whitmore, Jr.  | Robert King, Michelle King & Corinne Brinkerhoff |

## Staffel 2
Die Erstausstrahlung der zweiten Staffel war vom 28. September 2010 bis zum 17. Mai 2011 auf dem US-amerikanischen Sender CBS zu sehen. Die deutschsprachige Erstausstrahlung sendete der deutsche Free-TV-Sender Kabel eins vom 11. März bis zum 19. August 2011.
| Nr. (ges.) | Nr. (St.) | Deutscher Titel        | Originaltitel        | Erstausstrahlung USA | Deutschsprachige Erstausstrahlung (D) | Regie                | Drehbuch                                              |
| ---------- | --------- | ---------------------- | -------------------- | -------------------- | ------------------------------------- | -------------------- | ----------------------------------------------------- |
| 24         | 1         | Die Fusion             | Taking Control       | 28. Sep. 2010        | 11. März 2011                         | Félix Alcalá         | Robert King & Michelle King                           |
| 25         | 2         | Zweimal angeklagt      | Double Jeopardy      | 5. Okt. 2010         | 18. März 2011                         | Dean Parisot         | Ted Humphrey                                          |
| 26         | 3         | Der Heckenschütze      | Breaking Fast        | 12. Okt. 2010        | 25. März 2011                         | James Whitmore, Jr.  | Corinne Brinkerhoff                                   |
| 27         | 4         | Panik                  | Cleaning House       | 19. Okt. 2010        | 1. Apr. 2011                          | Rosemary Rodriguez   | Robert King & Michelle King                           |
| 28         | 5         | VIP-Behandlung         | VIP Treatment        | 26. Okt. 2010        | 8. Apr. 2011                          | Michael Zinberg      | Robert King & Michelle King                           |
| 29         | 6         | David und Goliath      | Poisoned Pill        | 9. Nov. 2010         | 15. Apr. 2011                         | Peter O’Fallon       | Keith Eisner                                          |
| 30         | 7         | Böses Mädchen          | Bad Girls            | 16. Nov. 2010        | 29. Apr. 2011                         | Jim McKay            | Courtney Kemp Agboh                                   |
| 31         | 8         | Abgehört               | On Tap               | 23. Nov. 2010        | 6. Mai 2011                           | Roxann Dawson        | Leonard Dick                                          |
| 32         | 9         | Neun Stunden           | Nine Hours           | 14. Dez. 2010        | 12. Mai 2011                          | Julie Hébert         | Meredith Averill                                      |
| 33         | 10        | Getrennte Wege         | Breaking Up          | 11. Jan. 2011        | 20. Mai 2011                          | Félix Alcalá         | Robert King & Michelle King Idee: Courtney Kemp Agboh |
| 34         | 11        | Befangenheit           | Two Courts           | 18. Jan. 2011        | 27. Mai 2011                          | Tom DiCillo          | Ted Humphrey                                          |
| 35         | 12        | Sommerloch             | Silly Season         | 1. Feb. 2011         | 3. Juni 2011                          | Rosemary Rodriguez   | Corinne Brinkerhoff                                   |
| 36         | 13        | Der Maulwurf           | Real Deal            | 8. Jan. 2011         | 10. Juni 2011                         | Michael Zinberg      | Robert King & Michelle King Idee: Keith Eisner        |
| 37         | 14        | Künstlerische Freiheit | Net Worth            | 15. Jan. 2011        | 17. Juni 2011                         | Brooke Kennedy       | Robert King & Michelle King Idee: Meredith Averill    |
| 38         | 15        | Die Wunderwaffe        | Silver Bullet        | 22. Feb. 2011        | 24. Juni 2011                         | Jim McKay            | Robert King & Michelle King Idee: Steve Lichtman      |
| 39         | 16        | Die chinesische Mauer  | Great Firewall       | 1. März 2011         | 1. Juli 2011                          | Nelson McCormick     | Robert King & Michelle King Idee: Leonard Dick        |
| 40         | 17        | Aussageverweigerung    | Ham Sandwich         | 22. März 2011        | 8. Juli 2011                          | Griffin Dunne        | Keith Eisner                                          |
| 41         | 18        | Killersong             | Killer Song          | 29. März 2011        | 15. Juli 2011                         | James Whitmore, Jr.  | Karen Hall                                            |
| 42         | 19        | Psychoterror           | Wrongful Termination | 5. Apr. 2011         | 22. Juli 2011                         | Phil Abraham         | Ted Humphrey                                          |
| 43         | 20        | Wendepunkte            | Foreign Affairs      | 12. Apr. 2011        | 29. Juli 2011                         | Frederick E. O. Toye | Robert King & Michelle King Idee: Meredith Averill    |
| 44         | 21        | Neue Fronten           | In Sickness          | 3. Mai 2011          | 5. Aug. 2011                          | Félix Alcalá         | Robert King & Michelle King Idee: Steve Lichtman      |
| 45         | 22        | Affären                | Getting Off          | 10. Mai 2011         | 12. Aug. 2011                         | Roxann Dawson        | Leonard Dick                                          |
| 46         | 23        | Schlussplädoyer        | Closing Arguments    | 17. Mai 2011         | 19. Aug. 2011                         | Robert King          | Robert King & Michelle King Idee: Corinne Brinkerhoff |

## Staffel 3
Die Erstausstrahlung der dritten Staffel war vom 25. September 2011 bis zum 29. April 2012 auf dem US-amerikanischen Sender CBS zu sehen. Die deutschsprachige Erstausstrahlung sendete der Pay-TV-Sender FOX vom 11. Dezember 2012 bis zum 9. April 2013.
| Nr. (ges.) | Nr. (St.) | Deutscher Titel             | Originaltitel           | Erstausstrahlung USA | Deutschsprachige Erstausstrahlung (D) | Regie                | Drehbuch                                                     |
| ---------- | --------- | --------------------------- | ----------------------- | -------------------- | ------------------------------------- | -------------------- | ------------------------------------------------------------ |
| 47         | 1         | Ein neuer Tag               | A New Day               | 25. Sep. 2011        | 11. Dez. 2012                         | Brooke Kennedy       | Robert King & Michelle King Idee: Meredith Averill           |
| 48         | 2         | In der Todeszone            | The Death Zone          | 2. Okt. 2011         | 18. Dez. 2012                         | Jim McKay            | Robert King & Michelle King Idee: Leonard Dick               |
| 49         | 3         | Kompromisse                 | Get a Room              | 9. Okt. 2011         | 8. Jan. 2013                          | David Platt          | Robert King & Michelle King Idee: Julia Wolfe                |
| 50         | 4         | Katz und Maus               | Feeding the Rat         | 16. Okt. 2011        | 15. Jan. 2013                         | Frederick E. O. Toye | Keith Eisner                                                 |
| 51         | 5         | Eine Hand wäscht die andere | Marthas and Caitlins    | 23. Okt. 2011        | 22. Jan. 2013                         | Félix Alcalá         | Ted Humphrey                                                 |
| 52         | 6         | Diplomatie                  | Affairs of State        | 30. Okt. 2011        | 29. Jan. 2013                         | Dean Parisot         | Corinne Brinkerhoff                                          |
| 53         | 7         | Taktische Manöver           | Executive Order 13224   | 6. Nov. 2011         | 5. Feb. 2013                          | Brooke Kennedy       | Leonard Dick                                                 |
| 54         | 8         | Tipps aus der Todeszelle    | Death Row Tip           | 13. Nov. 2011        | 12. Feb. 2013                         | Joshua Marston       | Robert King & Michelle King Idee: Matthew Montoya            |
| 55         | 9         | Whiskey Tango Foxtrott      | Whiskey Tango Foxtrot   | 20. Nov. 2011        | 19. Feb. 2013                         | Rosemary Rodriguez   | Robert King, Michelle King & Meredith Averill                |
| 56         | 10        | Eigene Wege                 | Parenting Made Easy     | 4. Dez. 2011         | 26. Feb. 2013                         | Rosemary Rodriguez   | Robert King & Michelle King Idee: Courtney Kemp Agboh        |
| 57         | 11        | Verfahrensfehler            | What Went Wrong         | 11. Dez. 2011        | 26. Feb. 2013                         | James Whitmore, Jr.  | Robert King & Michelle King Idee: Keith Eisner               |
| 58         | 12        | Entfremdung                 | Alienation of Affection | 8. Jan. 2012         | 5. März 2013                          | Michael Zinberg      | Corinne Brinkerhoff                                          |
| 59         | 13        | Bitcoin für Dummies         | Bitcoin for Dummies     | 15. Jan. 2012        | 5. März 2013                          | Frederick E. O. Toye | Robert King & Michelle King Idee: Courtney Kemp Agboh        |
| 60         | 14        | Grand Jury                  | Another Ham Sandwich    | 29. Jan. 2012        | 12. März 2013                         | Frederick E. O. Toye | Leonard Dick                                                 |
| 61         | 15        | Live aus Damaskus           | Live From Damascus      | 19. Feb. 2012        | 12. März 2013                         | Brooke Kennedy       | Robert King, Michelle King & Leonard Dick Idee: Ted Humphrey |
| 62         | 16        | Die Brücke                  | After the Fall          | 4. März 2012         | 19. März 2013                         | James Whitmore, Jr.  | Meredith Averill                                             |
| 63         | 17        | Unbefleckte Empfängnis      | Long Way Home           | 11. März 2012        | 19. März 2013                         | Nelson McCormick     | Keith Eisner                                                 |
| 64         | 18        | Harte Bandagen              | Gloves Come Off         | 18. März 2012        | 26. März 2013                         | Michael Zinberg      | Leonard Dick Idee: Matthew Montoya                           |
| 65         | 19        | Interessenkonflikt          | Blue Ribbon Panel       | 25. März 2012        | 26. März 2013                         | Rosemary Rodriguez   | Robert King & Michelle King Idee: Courtney Kemp Agboh        |
| 66         | 20        | Mitgefangen, Mitgehangen    | Pants on Fire           | 15. Apr. 2012        | 2. Apr. 2013                          | Roxann Dawson        | Ted Humphrey                                                 |
| 67         | 21        | Auf der Strafbank           | The Penalty Box         | 22. Apr. 2012        | 2. Apr. 2013                          | Michael Zinberg      | Robert King, Michelle King & Ted Humphrey Idee: Julia Wolfe  |
| 68         | 22        | Das Dream-Team              | The Dream Team          | 29. Apr. 2012        | 9. Apr. 2013                          | Robert King          | Corinne Brinkerhoff & Meredith Averill                       |

## Staffel 4
Die Erstausstrahlung der vierten Staffel war vom 30. September 2012 bis zum 28. April 2013 auf dem US-amerikanischen Sender CBS zu sehen. Die deutschsprachige Erstausstrahlung sendete der Pay-TV-Sender FOX vom 28. Januar bis zum 8. April 2014.
| Nr. (ges.) | Nr. (St.) | Deutscher Titel           | Originaltitel            | Erstausstrahlung USA | Deutschsprachige Erstausstrahlung (D) | Regie                | Drehbuch                                          |
| ---------- | --------- | ------------------------- | ------------------------ | -------------------- | ------------------------------------- | -------------------- | ------------------------------------------------- |
| 69         | 1         | Verkehrskontrolle         | I Fought the Law         | 30. Sep. 2012        | 28. Jan. 2014                         | Michael Zinberg      | Robert King & Michelle King                       |
| 70         | 2         | Der Arm des Gesetzes      | And the Law Won          | 7. Okt. 2012         | 28. Jan. 2014                         | Rosemary Rodriguez   | Ted Humphrey                                      |
| 71         | 3         | Frauensache               | Two Girls, One Code      | 14. Okt. 2012        | 4. Feb. 2014                          | Brooke Kennedy       | Robert King & Michelle King                       |
| 72         | 4         | Hass unter Brüdern        | Don’t Haze Me, Bro       | 21. Okt. 2012        | 4. Feb. 2014                          | Michael Zinberg      | Keith Eisner                                      |
| 73         | 5         | Drohendes Unheil          | Waiting for the Knock    | 28. Okt. 2012        | 11. Feb. 2014                         | Frederick E. O. Toye | Leonard Dick                                      |
| 74         | 6         | Die Kunst des Krieges     | The Art of War           | 4. Nov. 2012         | 11. Feb. 2014                         | Josh Charles         | Robert King & Michelle King & Ted Humphrey        |
| 75         | 7         | Anatomie eines Witzes     | Anatomy of a Joke        | 11. Nov. 2012        | 18. Feb. 2014                         | James Whitmore, Jr.  | Craig Turk, Robert King & Michelle King           |
| 76         | 8         | Der Richter bin ich       | Here Comes the Judge     | 18. Nov. 2012        | 18. Feb. 2014                         | Rosemary Rodriguez   | Meredith Averill                                  |
| 77         | 9         | Ehe vor Gericht           | A Defense of Marriage    | 25. Nov. 2012        | 25. Feb. 2014                         | Brooke Kennedy       | Robert King & Michelle King Idee: Matthew Montoya |
| 78         | 10        | Stellvertreterkrieg       | Battle of the Proxies    | 2. Dez. 2012         | 25. Feb. 2014                         | Griffin Dunne        | Ted Humphrey                                      |
| 79         | 11        | Stille Tage in Minnesota  | Boom De Ya Da            | 6. Jan. 2013         | 4. März 2014                          | Félix Alcalá         | Nichelle Tramble Spellman                         |
| 80         | 12        | Je ne sais was?           | Je Ne Sais What?         | 13. Jan. 2013        | 4. März 2014                          | Matt Shakman         | Jacqueline Hoyt                                   |
| 81         | 13        | Die Sieben-Tage-Regel     | The Seven Day Rule       | 27. Jan. 2013        | 11. März 2014                         | Michael Zinberg      | Keith Eisner                                      |
| 82         | 14        | Rotes Team, blaues Team   | Red Team/Blue Team       | 17. Feb. 2013        | 11. März 2014                         | Jim McKay            | Robert King & Michelle King                       |
| 83         | 15        | Die Jagd nach Gold        | Going for the Gold       | 3. März 2013         | 18. März 2014                         | Rosemary Rodriguez   | Leonard Dick                                      |
| 84         | 16        | Tanz mit dem Teufel       | Runnin’ With the Devil   | 10. März 2013        | 18. März 2014                         | Christopher Misiano  | Meredith Averill                                  |
| 85         | 17        | Nur drei Fragen           | Invitation to an Inquest | 17. März 2013        | 25. März 2014                         | Kevin Hooks          | Julia Wolfe & Matthew Montoya Idee: Julia Wolfe   |
| 86         | 18        | Tod eines Mandanten       | Death of a Client        | 24. März 2013        | 25. März 2014                         | Robert King          | Robert King & Michelle King                       |
| 87         | 19        | Die Mühlen der Justiz     | The Wheels of Justice    | 31. März 2013        | 1. Apr. 2014                          | Frederick E. O. Toye | Jacqueline Hoyt                                   |
| 88         | 20        | Anonymus                  | Sex Dolls and Videotape  | 14. Apr. 2013        | 1. Apr. 2014                          | Brooke Kennedy       | J. C. Nolan                                       |
| 89         | 21        | Gemeinsam ist man stärker | A More Perfect Union     | 21. Apr. 2013        | 8. Apr. 2014                          | Michael Zinberg      | Craig Turk                                        |
| 90         | 22        | Heimlichkeiten            | What’s in the Box?       | 28. Apr. 2013        | 8. Apr. 2014                          | Robert King          | Robert King & Michelle King                       |

## Staffel 5
Die Erstausstrahlung der fünften Staffel war vom 29. September 2013 bis zum 18. Mai 2014 auf dem US-amerikanischen Sender CBS zu sehen. Die deutschsprachige Erstausstrahlung der ersten 18 Episoden sendete der Pay-TV-Sender FOX vom 6. Januar bis zum 3. März 2015. Die restlichen Episoden wurden vom 4. bis zum 11. März 2015 vom Free-TV-Sender sixx erstausgestrahlt.
| Nr. (ges.) | Nr. (St.) | Deutscher Titel               | Originaltitel                  | Erstausstrahlung USA | Deutschsprachige Erstausstrahlung (D) | Regie                | Drehbuch                              |
| ---------- | --------- | ----------------------------- | ------------------------------ | -------------------- | ------------------------------------- | -------------------- | ------------------------------------- |
| 91         | 1         | Alles geht zu Ende            | Everything Is Ending           | 29. Sep. 2013        | 6. Jan. 2015                          | Robert King          | Robert King & Michelle King           |
| 92         | 2         | Datenmüll                     | The Big Bucket                 | 6. Okt. 2013         | 6. Jan. 2015                          | Michael Zinberg      | Ted Humphrey & Robert King            |
| 93         | 3         | Ein kostbares Gut             | A Precious Commodity           | 13. Okt. 2013        | 13. Jan. 2015                         | Brooke Kennedy       | Keith Eisner                          |
| 94         | 4         | Ruhe vor dem Sturm            | Outside the Bubble             | 20. Okt. 2013        | 13. Jan. 2015                         | Félix Alcalá         | Robert King & Michelle King           |
| 95         | 5         | Judas                         | Hitting the Fan                | 27. Okt. 2013        | 20. Jan. 2015                         | James Whitmore, Jr.  | Robert King & Michelle King           |
| 96         | 6         | Der Tag danach                | The Next Day                   | 3. Nov. 2013         | 20. Jan. 2015                         | Michael Zinberg      | Leonard Dick                          |
| 97         | 7         | Die Woche danach              | The Next Week                  | 10. Nov. 2013        | 27. Jan. 2015                         | Frederick E. O. Toye | Craig Turk                            |
| 98         | 8         | Der Monat danach              | The Next Month                 | 17. Nov. 2013        | 27. Jan. 2015                         | Josh Charles         | Ted Humphrey                          |
| 99         | 9         | Cyber-Mobbing                 | Whack-a-Mole                   | 24. Nov. 2013        | 3. Feb. 2015                          | Kevin Hooks          | Nichelle Tramble Spellman             |
| 100        | 10        | Das Testament                 | The Decision Tree              | 1. Dez. 2013         | 3. Feb. 2015                          | Rosemary Rodriguez   | Robert King & Michelle King           |
| 101        | 11        | Goliath und David             | Goliath and David              | 5. Jan. 2014         | 10. Feb. 2015                         | Brooke Kennedy       | Luke Schelhaas                        |
| 102        | 12        | Wir, die Jurys                | We, the Juries                 | 12. Jan. 2014        | 10. Feb. 2015                         | Paris Barclay        | Keith Eisner                          |
| 103        | 13        | Parallelkonstruktion          | Parallel Construction, Bitches | 9. März 2014         | 17. Feb. 2015                         | Matt Shakman         | Erica Shelton Kodish                  |
| 104        | 14        | Ein paar Worte                | A Few Words                    | 16. März 2014        | 17. Feb. 2015                         | Rosemary Rodriguez   | Leonard Dick                          |
| 105        | 15        | Drama, Euer Ehren!            | Dramatics, Your Honor          | 23. März 2014        | 24. Feb. 2015                         | Brooke Kennedy       | Robert King & Michelle King           |
| 106        | 16        | Der letzte Anruf              | The Last Call                  | 30. März 2014        | 24. Feb. 2015                         | Jim McKay            | Robert King & Michelle King           |
| 107        | 17        | Die Bedeutung des Materiellen | A Material World               | 13. Apr. 2014        | 3. März 2015                          | Griffin Dunne        | Craig Turk                            |
| 108        | 18        | Total verwanzt                | All Tapped Out                 | 20. Apr. 2014        | 3. März 2015                          | Félix Alcalá         | Matthew Montoya & Julia Wolfe         |
| 109        | 19        | Eine fesselnde Beziehung      | Tying the Knot                 | 27. Apr. 2014        | 4. März 2015                          | Josh Charles         | Nichelle Tramble Spellman             |
| 110        | 20        | Das unsichtbare Netz          | The Deep Web                   | 4. Mai 2014          | 10. März 2015                         | Brooke Kennedy       | Luke Schelhaas & Erica Shelton Kodish |
| 111        | 21        | Ein Prozent                   | The One Percent                | 11. Mai 2014         | 10. März 2015                         | Rosemary Rodriguez   | Ted Humphrey                          |
| 112        | 22        | Ein seltsames Jahr            | A Weird Year                   | 18. Mai 2014         | 11. März 2015                         | Robert King          | Robert King & Michelle King           |

## Staffel 6
Die Erstausstrahlung der sechsten Staffel war vom 21. September 2014 bis zum 10. Mai 2015 beim US-amerikanischen Sender CBS zu sehen. Die deutschsprachige Erstausstrahlung sendete der Pay-TV-Sender FOX vom 19. Januar bis zum 29. März 2016.
| Nr. (ges.) | Nr. (St.) | Deutscher Titel          | Originaltitel          | Erstausstrahlung USA | Deutschsprachige Erstausstrahlung (D) | Regie                | Drehbuch                    |
| ---------- | --------- | ------------------------ | ---------------------- | -------------------- | ------------------------------------- | -------------------- | --------------------------- |
| 113        | 1         | Grenzüberschreitungen    | The Line               | 21. Sep. 2014        | 19. Jan. 2016                         | Robert King          | Robert King & Michelle King |
| 114        | 2         | Vertrauensfragen         | Trust Issues           | 28. Sep. 2014        | 19. Jan. 2016                         | Jim McKay            | Ted Humphrey                |
| 115        | 3         | Lieber Gott              | Dear God               | 5. Okt. 2014         | 26. Jan. 2016                         | Brooke Kennedy       | Luke Schelhaas              |
| 116        | 4         | Leichen im Keller        | Oppo Research          | 12. Okt. 2014        | 26. Jan. 2016                         | Matt Shakman         | Robert King & Michelle King |
| 117        | 5         | Ablenkungsgefahr         | Shiny Objects          | 19. Okt. 2014        | 2. Feb. 2016                          | Frederick E. O. Toye | Keith Eisner                |
| 118        | 6         | Old Spice                | Old Spice              | 26. Okt. 2014        | 2. Feb. 2016                          | James Whitmore, Jr.  | Leonard Dick                |
| 119        | 7         | Das Interview            | Message Discipline     | 2. Nov. 2014         | 9. Feb. 2016                          | Matt Shakman         | Craig Turk                  |
| 120        | 8         | In der Gefahrenzone      | Red Zone               | 9. Nov. 2014         | 9. Feb. 2016                          | Félix Alcalá         | Nichelle Tramble Spellman   |
| 121        | 9         | Schlammschlacht          | Sticky Content         | 16. Nov. 2014        | 16. Feb. 2016                         | Michael Zinberg      | Robert King & Michelle King |
| 122        | 10        | Der Prozess              | The Trial              | 23. Nov. 2014        | 16. Feb. 2016                         | Frederick E. O. Toye | Robert King & Michelle King |
| 123        | 11        | Griff nach dem Strohhalm | Hail Mary              | 4. Jan. 2015         | 23. Feb. 2016                         | Rosemary Rodriguez   | Erica Shelton Kodish        |
| 124        | 12        | Das TV-Duell             | The Debate             | 11. Jan. 2015        | 23. Feb. 2016                         | Brooke Kennedy       | Robert King & Michelle King |
| 125        | 13        | Schattengeld             | Dark Money             | 1. März 2015         | 1. März 2016                          | Jim McKay            | Keith Eisner                |
| 126        | 14        | Kopfkino                 | Mind’s Eye             | 8. März 2015         | 1. März 2016                          | Robert King          | Robert King & Michelle King |
| 127        | 15        | Open Source              | Open Source            | 15. März 2015        | 8. März 2016                          | Rosemary Rodriguez   | Craig Turk                  |
| 128        | 16        | Jagdszenen               | Red Meat               | 22. März 2015        | 8. März 2016                          | Michael Zinberg      | Nichelle Tramble Spellman   |
| 129        | 17        | Alle Optionen offen      | Undisclosed Recipients | 29. März 2015        | 15. März 2016                         | James Whitmore, Jr.  | Leonard Dick                |
| 130        | 18        | Glaubensfreiheit         | Loser Edit             | 5. Apr. 2015         | 15. März 2016                         | Brooke Kennedy       | Luke Schelhaas              |
| 131        | 19        | Schmutziger Sieg         | Winning Ugly           | 12. Apr. 2015        | 22. März 2016                         | Rosemary Rodriguez   | Erica Shelton Kodish        |
| 132        | 20        | Der Niedergang           | The Deconstruction     | 26. Apr. 2015        | 22. März 2016                         | Ted Humphrey         | Ted Humphrey                |
| 133        | 21        | Nicht scheitern!         | Don’t Fail             | 3. Mai 2015          | 29. März 2016                         | Nelson McCormick     | Robert King & Michelle King |
| 134        | 22        | Partner gesucht?         | Wanna Partner?         | 10. Mai 2015         | 29. März 2016                         | Robert King          | Robert King & Michelle King |

## Staffel 7
Die Erstausstrahlung der siebten Staffel war vom 4. Oktober 2015 bis zum 8. Mai 2016 beim US-amerikanischen Sender CBS zu sehen. Die deutschsprachige Erstausstrahlung sendete der deutsche Pay-TV-Sender FOX Channel vom 10. Januar bis zum 21. März 2017.
| Nr. (ges.) | Nr. (St.) | Deutscher Titel        | Originaltitel | Erstausstrahlung USA | Deutschsprachige Erstausstrahlung (D) | Regie                | Drehbuch                      |
| ---------- | --------- | ---------------------- | ------------- | -------------------- | ------------------------------------- | -------------------- | ----------------------------- |
| 135        | 1         | Allianz mit dem Teufel | Bond          | 4. Okt. 2015         | 10. Jan. 2017                         | Brooke Kennedy       | Robert King & Michelle King   |
| 136        | 2         | Unschuld               | Innocents     | 11. Okt. 2015        | 10. Jan. 2017                         | Jim McKay            | Craig Turk                    |
| 137        | 3         | Weichgekocht           | Cooked        | 18. Okt. 2015        | 17. Jan. 2017                         | Michael Zinberg      | Luke Schelhaas                |
| 138        | 4         | Schikane               | Taxed         | 25. Okt. 2015        | 17. Jan. 2017                         | Jim McKay            | Leonard Dick                  |
| 139        | 5         | Retourkutsche          | Payback       | 1. Nov. 2015         | 24. Jan. 2017                         | Craig Zisk           | Stephanie SenGupta            |
| 140        | 6         | Lügen                  | Lies          | 8. Nov. 2015         | 24. Jan. 2017                         | James Whitmore, Jr.  | Erica Shelton Kodish          |
| 141        | 7         | Am Steuer              | Driven        | 15. Nov. 2015        | 31. Jan. 2017                         | David Dworetzky      | Tyler Bensinger               |
| 142        | 8         | Dianes Dilemma         | Restraint     | 22. Nov. 2015        | 31. Jan. 2017                         | Matt Shakman         | Adam R. Perlman               |
| 143        | 9         | Enthüllungen           | Discovery     | 29. Nov. 2015        | 7. Feb. 2017                          | Rosemary Rodriguez   | Joey Scavuzzo & Aaron Slavick |
| 144        | 10        | Vorsatz                | KSR           | 13. Dez. 2015        | 7. Feb. 2017                          | Jim McKay            | Craig Turk                    |
| 145        | 11        | Iowa                   | Iowa          | 10. Jan. 2016        | 14. Feb. 2017                         | Matt Shakman         | Erica Shelton Kodish          |
| 146        | 12        | Hits                   | Tracks        | 17. Jan. 2016        | 14. Feb. 2017                         | Félix Alcalá         | Stephanie SenGupta            |
| 147        | 13        | Immunität              | Judged        | 31. Jan. 2016        | 21. Feb. 2017                         | Rosemary Rodriguez   | Tyler Bensinger               |
| 148        | 14        | Montag                 | Monday        | 14. Feb. 2016        | 21. Feb. 2017                         | Nelson McCormick     | Leonard Dick                  |
| 149        | 15        | Im Visier              | Targets       | 21. Feb. 2016        | 28. Feb. 2017                         | David Dworetzky      | Luke Schelhaas                |
| 150        | 16        | Belauscht              | Hearing       | 6. März 2016         | 28. Feb. 2017                         | Félix Alcalá         | Adam R. Perlman               |
| 151        | 17        | Schusswechsel          | Shoot         | 20. März 2016        | 7. März 2017                          | Frederick E. O. Toye | Stephanie SenGupta            |
| 152        | 18        | Unbemannt              | Unmanned      | 27. März 2016        | 7. März 2017                          | James Whitmore, Jr.  | Tyler Bensinger               |
| 153        | 19        | An der Grenze          | Landing       | 17. Apr. 2016        | 14. März 2017                         | Phil Alden Robinson  | Luke Schelhaas                |
| 154        | 20        | Party                  | Party         | 24. Apr. 2016        | 14. März 2017                         | Rosemary Rodriguez   | Leonard Dick                  |
| 155        | 21        | Neu aufgerollt         | Verdict       | 1. Mai 2016          | 21. März 2017                         | Michael Zinberg      | Craig Turk                    |
| 156        | 22        | Am Ende                | End           | 8. Mai 2016          | 21. März 2017                         | Robert King          | Robert King & Michelle King   |